# Herman Fredrik von Becker
Herman Fredrik von Becker, född omkring 1660, död 1747, var en svensk krigare, son till Johan von Becker.
von Becker blev 1692 kapten vid Åbo läns regemente och deltog i slagen vid Narva (1700) och Jakobstadt (1704) samt i striderna om Livland. Efter Rigas kapitulation (1710) stannade han på sina gods i Livland till 1721, då han gick i preussisk tjänst och blev generalmajor. Sedan blev han naturaliserad preussisk adelsman med namnet von Becker-Roettlinger. 